# Cerezyt
Cerezyt – gęsta, żółta substancja stosowana jako domieszka wodoszczelna do zapraw cementowych, mieszanina soli wapniowej kwasu oleinowego z nasyconym roztworem wodorotlenku wapniowego.